# Steatornis caripensis

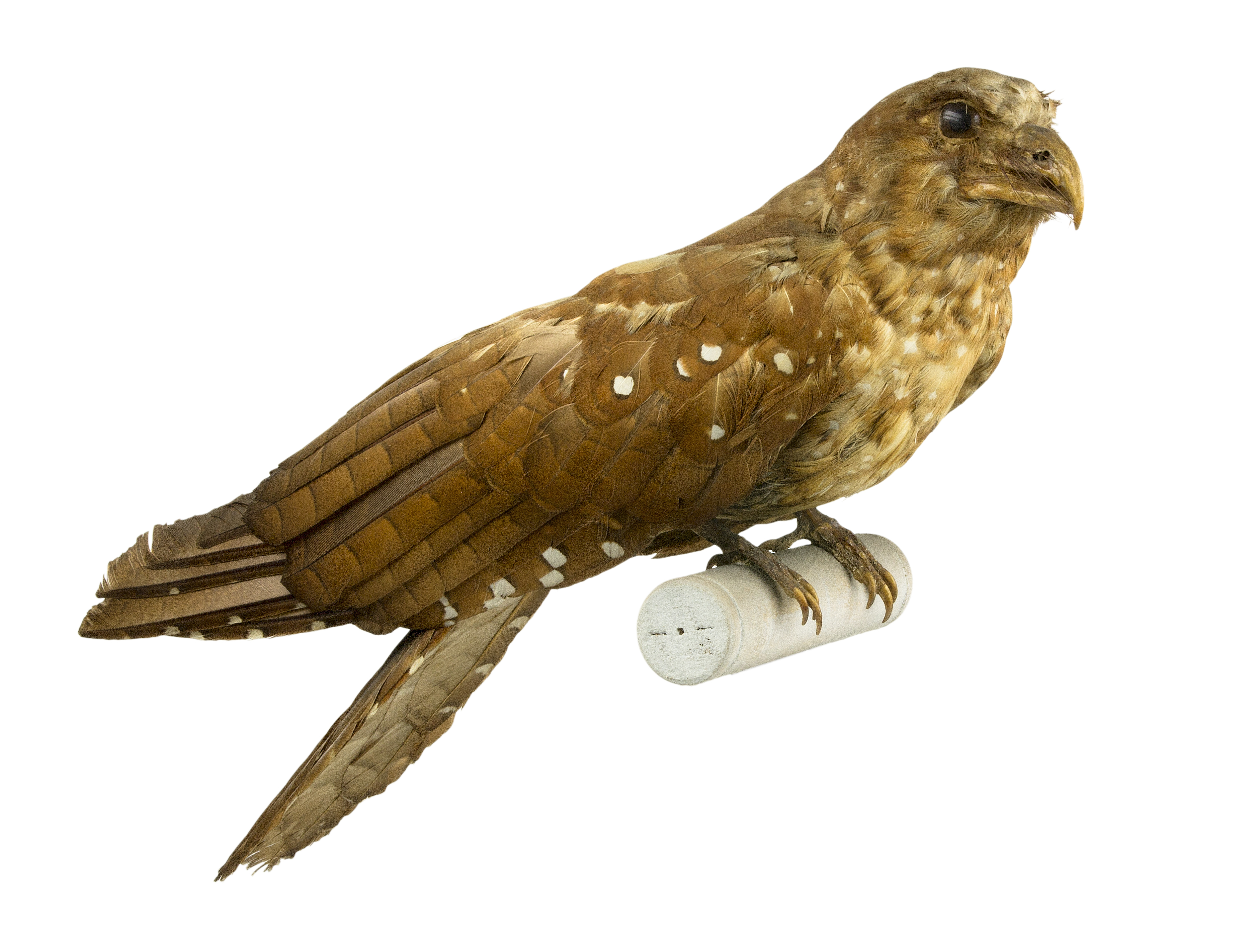
Steatornis caripensis

Il guaciaro (Steatornis caripensis Humboldt, 1817) è un uccello dell'ordine dei Caprimulgiformes, unico rappresentante del genere Steatornis e della famiglia Steatornithidae.

## Etimologia

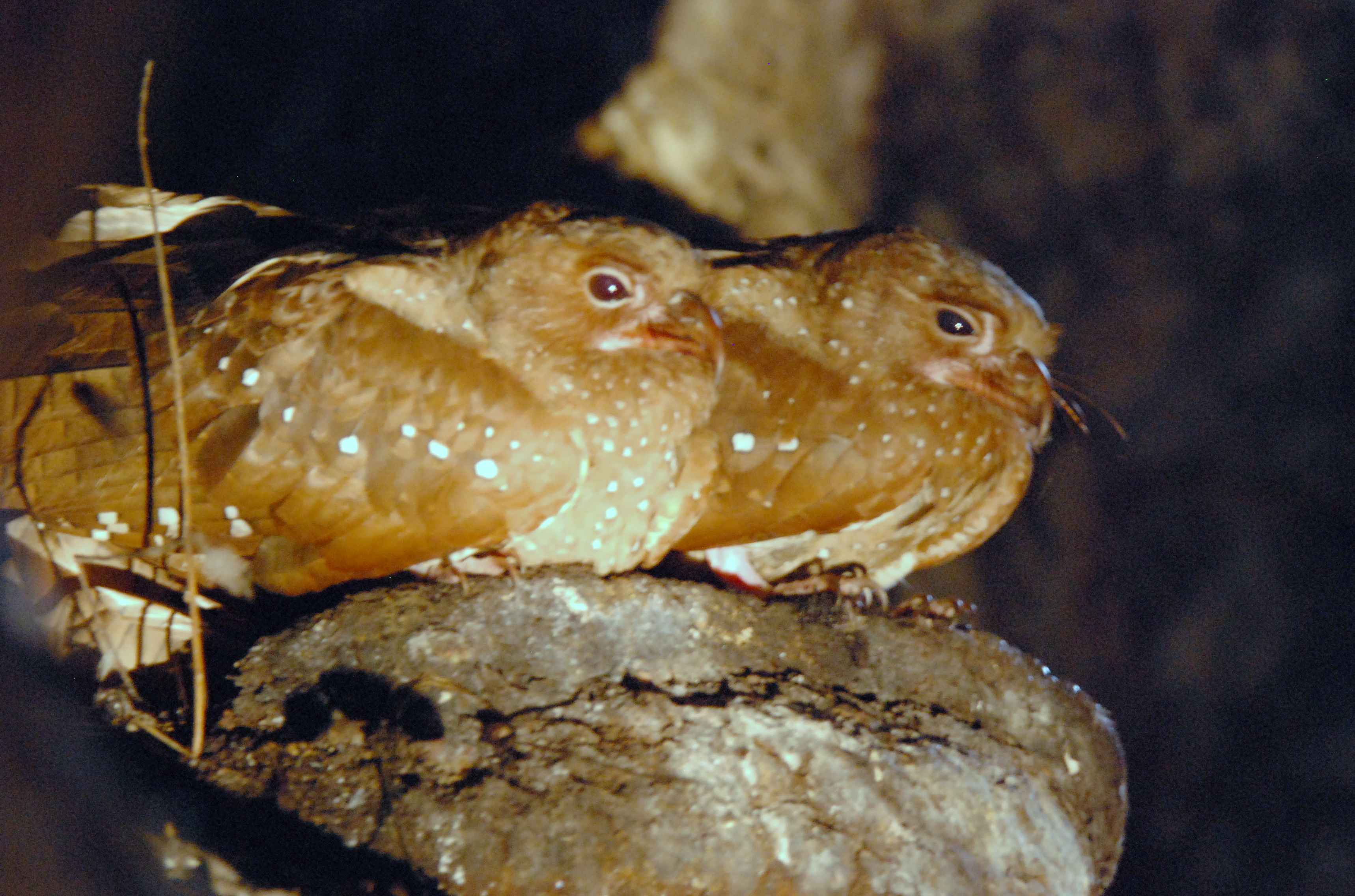

Il nome scientifico di questa specie, Steatornis caripensis, significa "uccello grasso di Caripe" (dal greco stéar stéatos, grasso, e órnis órnithos, uccello), probabilmente in riferimento alla grassezza dei piccoli. Il termine caripensis indica la zona del Sud America in cui è stato identificato per la prima volta, ed in particolare la valle venezuelana e la cittadina di Caripe che si trova proprio al centro di un parco nazionale dedicato a questo uccello (Parque Nacional El Guácharo), e in cui si trova la cosiddetta Cueva del Guácharo, monumento nazionale venezuelano. Il termine guaciaro invece significa "uccello che si lamenta" o "uccello che piange" e deriva dal quechua guacho, attraverso lo spagnolo guácharo, orfano (probabilmente: che si lamenta, che piange come un orfano).

## Descrizione
Lungo tra i 40-49 centimetri, con un peso che varia dai 350 ai 475 grammi, il guaciaro ha un piumaggio altamente mimetico. È bruno-rossiccio sul capo e sul dorso, entrambi punteggiati di bianco; sfumature grigio-brune ricorrono sulle ali e sulla coda; sul petto e sul ventre è color cannella chiaro macchiato di bianco; le zampe sono rosa, il grande becco uncinato è rosso scuro tendente al marrone circondato da sottili baffi. Le ali sono lunghe e sottili, e si aprono fino a 91 centimetri.

## Distribuzione e habitat
Il guaciaro è diffuso in Sud America e in alcune parti del Centro America. In particolare è diffuso dalla Costa Rica fino alla Bolivia passando per Panama, Venezuela, Colombia, Perù, Suriname, Guyana, Guayana Francese, Brasile e alcune isole dei Caraibi, come Aruba, Trinidad e Tobago e le Antille Olandesi.
Vive nelle foreste in cui sono reperibili ampie grotte, soprattutto lungo i contrafforti montani delle Ande o vicino a colline sassose.

## Biologia
È un uccello che varia comportamento a seconda delle situazioni. Durante il giorno, cioè nel momento del riposo, e durante il periodo di riproduzione vive in grandi colonie all'interno delle caverne, mentre la notte, quando esce a cercare il cibo, diventa solitario. È uno dei pochi uccelli notturni che usa l'ecolocalizzazione, sia per trovare l'uscita delle grotte, sia per comunicare con gli altri membri della colonia. È un ottimo e resistente volatore che percorre anche ottanta chilometri per trovare il cibo. Al contrario quasi non riesce a camminare e usa le zampe solo per appendersi alle pareti rocciose come i rondoni. 

### Voce
Il classico suono emesso dal guaciaro somiglia ad un pianto. Gli indigeni americani dicono assomigli al lamento di un uomo sotto tortura. Il segnale di ecolocalizzazione invece è un suono basso, udibile come un clicchettio con una frequenza di circa 7000 Hz.

### Alimentazione
Questa specie vanta due primati nel mondo degli uccelli. In primo luogo è l'unico uccello al mondo ad essere contemporaneamente frugivoro e notturno; inoltre è l'unica specie dei Caprimulgiformes ad essere esclusivamente frugivora, mentre tutte le altre sono insettivore. Il guaciaro mangia quindi frutti, preferendo quelli del lauro e della palma da olio.

### Riproduzione
Il guaciaro nidifica in colonie all'interno di grotte, dove costruisce un nido di escrementi, fango, semi e frutti in decomposizione. Di solito si trova nelle vicinanze dell'acqua, sia che si tratti di caverne sul mare o che all'interno vi scorra un torrente. La femmina depone dalle due alle quattro uova bianche e lisce. Entrambi si prendono cura del piccolo, trasportando al nido grandi quantità di cibo nel grande becco. Nelle prime dieci settimane il piccolo ingrassa a tal punto da raggiungere il 50% in più del peso dei genitori.